# Besleria fasciculata
Besleria fasciculata är en tvåhjärtbladig växtart som beskrevs av Heinrich Wawra. Besleria fasciculata ingår i släktet Besleria och familjen Gesneriaceae. Inga underarter finns listade i Catalogue of Life.